# Vogošća
Mesto Sarajevo - Občina Vogošća, popis 1991.; skupaj: 24.647
Vogošća, popis 1991.; skupaj: 10.598
Vogošća je naselje ob istoimenski reki/potoku in občina v Bosni in Hercegovini. 